# トルノーの戦い
トルノーの戦い（トルノーのたたかい、英語: Battle of Tornow）は七年戦争中の1758年9月26日、メクレンブルク＝シュトレーリッツ公国のトルノー（現ドイツ領フュルステンベルク/ハーフェル）の近くでプロイセン軍とスウェーデン軍の間で戦われた戦闘。

## 経過
ヴェーデル将軍率いるプロイセン軍はベルリンを守るためにスウェーデン軍に猛攻をしかけ、騎兵突撃を何度も命令した。スウェーデン軍は果敢にも突撃を6回跳ね返したが、スウェーデン騎兵の大半が失われたことで残りの歩兵は撤退を余儀なくされた。
プロイセン軍とスウェーデン軍は2日後にフェールベリンの戦いで再び交戦した。